# Kies (månkrater)
För andra betydelser, se Kies.
Kies är en nedslagskrater på månen. Kies har fått sitt namn efter den tyske astronomen Johann Kies.
Kratern har en diameter på ungefär 45 km.

## Satellitkratrar
| Kies | Latitud | Longitud | Diameter |
| ---- | ------- | -------- | -------- |
| A    | 28.3° S | 22.7° V  | 16 km    |
| B    | 28.7° S | 21.9° V  | 9 km     |
| C    | 26.0° S | 26.1° V  | 5 km     |
| D    | 24.9° S | 18.5° V  | 6 km     |
| E    | 28.7° S | 22.7° V  | 6 km     |